# بيتر باكلي
بيتر باكلي (بالإنجليزية: Peter Buckley)‏ هو اقتصادي ومدير أعمال بريطاني، ولد في 11 يوليو 1949.

## وصلات خارجية
- الموقع الرسمي